# Паки
Паки (лат. Cuniculus) — единственный род наземных травоядных грызунов семейства паковых (Cuniculidae). Обитают в Южной и Центральной Америке. Это крупные грызуны с точками и полосами по бокам, короткими ушами и едва заметными хвостами. Они также известны в Белизе как «gibnut», а в бассейне Амазонки они известны как «majás».
Смитсоновский институт тропических исследований в Панаме изучил возможности разведения пак как ценного и доходного источника питания в тропиках.

## Эволюционный фон
Паки возникли в Южной Америке и являются одним из немногих родов млекопитающих, который успешно мигрировал в Северную Америку после Великого обмена фаунами между двумя континентами 3 миллиона лет назад. Раньше они были объединены с агути в семейство Dasyproctidae, подсемейство Agoutinae, но в настоящее время получили статус отдельного семейства, потому что они отличаются количеством пальцев на конечностях, формой черепа и рисунком на шёрстном покрове.

## Описание
Паки имеют длину тела 50-77 см, их относительно короткий хвост длиной 13-23 см, весят они 6-14 кг и являются шестыми по величине грызунами в мире. Как и у морских свинок, у них квадратная голова, маленькие уши, бока с пятнами и полосами и практически незаметные хвосты.
Обладая большими задними конечностями, маленькими передними конечностями и конусовидным телом, паки внешне похожи на представителей отряда копытных, оленьков, и, как и они, имеют от четырех до семи горизонтальных линий пятен и полос на боках. У них тяжёлое и крепкое сложение, хотя ноги у них длинные и относительно тонкие. Их маленькие уши высоко посажены на голове. У них четыре пальца на передних лапах и пять на задних (два из которых короткие и почти не касаются земли), а также у них крепкие когти, напоминающие небольшие копытца. У молодых пак кожа покрыта роговыми чешуйками диаметром около 2 мм (0,079 дюйма); возможно, у этих чешуек есть защитная функция от более мелких хищников. Между полами практически нет внешних различий. В дикой природе они могут жить до 13 лет.

## Поведение
Паки населяют дождевые тропические леса, туманные леса, а иногда и более открытые места обитания. Они отличные пловцы и предпочитают находиться рядом с водой. Они ныряют, когда им угрожает опасность, и могут оставаться под водой до 15 минут. Они также могут прыгать до 1 м и замирать до 45 минут. Обычно они движутся по хорошо установленным путям и создают новые тропы, когда нарушают их старые.
Обычно они мало активны в середине дня и кормятся утром и во второй половине после полудня, но могут вести строго ночной образ жизни в районах с большим количеством хищников. Они живут в норах глубиной до 3 м, обычно с двумя входами, прикрытыми листьями, маскирующими их убежище. Норы часто находятся у воды, но всегда выше линии сезонного паводка. Хищниками, охотящимися за паками, кроме человека, являются  ягуары, пумы, оцелоты, маргаи, ягуарунди, кустарниковые собаки, удавы и кайманы.
Паки имеют резонирующие камеры в щеках, они способны издавать рычание с частотой около 1 кГц на удивление громкое для их размера. Помимо звуков они метят территорию мочой. Плотность населения может достигать 70 взрослых особей на 0,2 км2, а биомасса пак порой составляют около 20% биомассы наземных млекопитающих тропического леса.

## Питание
В дикой природе паки едят плоды с нижних ветвей растений подлеска и упавшие плоды с более высоких деревьев, но также могут есть листья, почки, цветы, грибы и насекомых. Они играют крайне важную роль в распространении семян тропических диких плодовых деревьев и кустарников. В сезон плодоношения  индивидуальные участки пак нередко приурочены к группам фруктовых деревьев.  Паки обычно не используют передние лапы для манипуляций фруктами (как это делают агути), а вместо этого используют мощные мышцы челюстей, с помощью которых дробят твёрдую скорлупу некоторых плодов. Паки могут накапливать жир. Конкуренции с агути они избегают за счёт небольшого изменения времени активности и пищевых предпочтений. Как и зайцеобразные, паки являются копрофагами и поглощают белок и углеводы из специально произведённых влажных фекальных гранул. Прежде чем позволить своим детёнышам сосать грудь, матери вылизывают их, чтобы стимулировать их к дефекации и мочеиспусканию, а затем вылизывают полученные экскременты, тем самым матери получают дополнительную пищу и предотвращают распространение запахов, привлекающих хищников.

## Размножение
Беременность длится от 114 до 119 дней, а между родами — около 190 дней. Паки быстро развиваются, молодые родятся покрытыми мехом и с открытыми глазами. Обычно самки рожают одного детёныша, но, если позволяют условия, они могут рожать до трёх раз в год. При частоте рождений более одного, что периоды молочного кормления первого и второго выводков совпадают соответственно с второй и третьей беременностями. Прекращение молочного вскармливания начинается через шесть недель, но молодые продолжают следовать за своей матерью и могут сопровождать её в течение года.
Половая зрелость наступает через 6-12 месяцев, когда самки весят около 6,5 кг, а самцы — 7,5 кг. Паки обычно спариваются в воде. Когда самец приближается к самке, она начинает с энтузиазмом подпрыгивать, особенно если он обрызгивает её мочой. Детёныши массой 650—710 г рождаются в норах, которые маскируются листьями и ветками. Чтобы выманить детёнышей из норы, мать использует тихую вокализацию. Молочное кормление молодых обычно длится 90 дней, в этот момент прибылые зверьки весят 4 кг.

## Распространение и среда обитания
Пака (Cuniculus paca) встречается от юга Мексики до северной Аргентины. В основном, они живут в тропических лесах рядом с ручьями, но также могут быть найдены в самых разных средах обитания, включая мангровые болота, галерейные леса возле водных потоков и даже в общественных парках. Их наблюдали на высоте до 2 500 м над уровнем моря.
Меньшие по размеру горные паки обитают в северных Андах и на лугах Парамо на высотах от 2 000 до 3 000 м над уровнем моря.

## Виды
У горной паки более длинный и темный мех, чем у низинного паки. Горные паки обитают на высотах от 1500 до 2800 м над уровнем моря.
- Пака (Cuniculus paca)
- Горная пака (Cuniculus taczanowskii)
- Cuniculus hernandezi[8] (недавно описанный вид, название оспаривается как nomen nudum)[9]